# Biathlon aux Jeux olympiques de 2010
Navigation
Turin 2006 Sotchi 2014
Les épreuves de biathlon aux Jeux olympiques d'hiver de 2010 se sont tenues du 13 février 2010 au 26 février 2010 au Parc Olympique de Whistler dans la station de sports d'hiver de Whistler en Colombie-Britannique (Canada).
Le biathlon apparaît pour la première fois au programme des Jeux olympiques d'hiver lors des Jeux olympiques d'hiver de 1960 de Squaw Valley. Une seule épreuve eut lieu. Les femmes devront attendre les Jeux olympiques d'hiver de 1992 d'Albertville pour y figurer.

## Format des épreuves
Aux Jeux de Vancouver, il y a 10 épreuves de biathlon. 5 chez les hommes :
- Relais 4 × 7,5 km
- Sprint 10 km
- Poursuite 12,5 km
- Départ groupé 15 km
- Individuel 20 km

Et également 5 chez les femmes :
- Relais 4 × 6 km
- Sprint 7,5 km
- Poursuite 10 km
- Départ groupé 12,5 km
- Individuel 15 km

### Relais
Le relais est une épreuve par équipe nationale. Chacune est composée de quatre biathlètes effectuant chacun deux séances de tir, en position couché puis debout. Mais exceptionnellement, les biathlètes disposent de huit balles pour abattre cinq cibles : en plus du traditionnel chargeur de cinq balles, les trois balles supplémentaires, appelées « pioches », doivent être chargées manuellement dans la carabine, ce qui fait perdre beaucoup de temps par rapport à un tir propre. Si malgré tout une cible n'est pas abattue avec le total des balles possibles, le biathlète effectue un tour de pénalité de 150 m par cible non basculée. Chez les hommes, chaque biathlète parcourt 7,5 km tandis que chez les femmes, chaque biathlète parcourt 6 km.

### Sprint
Le sprint est une épreuve contre-la-montre où le biathlète effectue son parcours sans se soucier des autres concurrents. Au départ, les biathlètes s'élancent toutes les 30 secondes pour un parcours de 7,5 km (3 tours d’une boucle de 2,5 km) pour les femmes et de 10 km (3 tours d’une boucle de 3,3 km) pour les hommes. Le parcours passe à deux reprises sur le pas de tir, où 5 cibles sont à abattre avec autant de balles, la première fois en position couché, la seconde en position debout. Un tour de pénalité de 150 m par échec est ajouté au parcours du biathlète, ce qui correspond environ à une bonne vingtaine de secondes perdues. Une fois que tous les biathlètes en ont terminé, celui qui a réalisé le meilleur temps remporte l'épreuve.

### Poursuite
La poursuite fait suite au sprint. Les résultats de ce dernier déterminent l'ordre et les écarts au départ de cette course en ligne à handicap où le vainqueur est celui qui franchit le premier la ligne d'arrivée. Participent à cette course uniquement les 60 premiers biathlètes classés du sprint, un biathlète forfait ne peut donc pas être remplacé. Le vainqueur du sprint s'élance ainsi le premier suivi de son dauphin et des autres biathlètes en suivant les écarts établis à l'issue du sprint, arrondis à la seconde. Si un biathlète ne respecte pas son temps de départ et s'élance trop tôt, le jury calcule un temps de pénalité qui est rajouté au temps de course de l'athlète concerné. La course féminine se déroule sur une distance de 10 km (5 tours d’une boucle de 2 km) et l'épreuve masculine sur une distance de 12,5 km (5 tours d’une boucle de 2,5 km). Quatre séances de tir (les deux premières en position couché et les deux dernières en position debout) sont proposées aux sportifs, une erreur étant sanctionnée d'un tour de pénalité de 150 m.

### Départ groupé
Participent à cette épreuve trente biathlètes (les mieux classés aux trois autres épreuves individuelles et au classement de la coupe du monde). Le format de la mass-start est très proche de celui de la poursuite. Il s'agit comme cette dernière d'une course en ligne à 4 passages sur le pas de tir (couché-couché-debout-debout) avec boucle de pénalité de 150 m par cible manquée. Seuls diffèrent d'une part le mode de départ (sur une mass start tous les biathlètes s'élancent au même moment, d'où le nom de l'épreuve ⇒ départ en masse ou départ groupé) et d'autre part la distance qui est plus longue au total de 2,5 km, que ce soit pour les hommes (15 km) ou pour les femmes (12,5 km), soit 500 m de plus par tour de piste que sur une poursuite. Le gagnant de l’épreuve est celui qui franchit la ligne d’arrivée en premier.

### Individuel
L'individuel est l'épreuve originelle du biathlon. Elle consiste en un contre-la-montre où toute erreur au tir est sanctionnée d'une minute de pénalité ajoutée immédiatement au temps de l'athlète. Cette épreuve, la plus longue – 15 km (5 tours de piste de 3 km) pour les femmes et 20 km (5 tours de piste de 4 km) pour les hommes – compte quatre séances de tir, successivement en position couché, debout, couché et debout. Une fois que tous les biathlètes en ont terminé, celui qui est crédité du meilleur temps remporte l'épreuve.

## Calendrier
| Calendrier des épreuves de biathlon | Calendrier des épreuves de biathlon | Calendrier des épreuves de biathlon | Calendrier des épreuves de biathlon | Calendrier des épreuves de biathlon | Calendrier des épreuves de biathlon | Calendrier des épreuves de biathlon | Calendrier des épreuves de biathlon | Calendrier des épreuves de biathlon | Calendrier des épreuves de biathlon | Calendrier des épreuves de biathlon | Calendrier des épreuves de biathlon | Calendrier des épreuves de biathlon | Calendrier des épreuves de biathlon | Calendrier des épreuves de biathlon | Calendrier des épreuves de biathlon | Calendrier des épreuves de biathlon | Calendrier des épreuves de biathlon | Calendrier des épreuves de biathlon |
| Février 2010                        | Février 2010                        | 12                                  | 13                                  | 14                                  | 15                                  | 16                                  | 17                                  | 18                                  | 19                                  | 20                                  | 21                                  | 22                                  | 23                                  | 24                                  | 25                                  | 26                                  | 27                                  | 28                                  |
| ----------------------------------- | ----------------------------------- | ----------------------------------- | ----------------------------------- | ----------------------------------- | ----------------------------------- | ----------------------------------- | ----------------------------------- | ----------------------------------- | ----------------------------------- | ----------------------------------- | ----------------------------------- | ----------------------------------- | ----------------------------------- | ----------------------------------- | ----------------------------------- | ----------------------------------- | ----------------------------------- | ----------------------------------- |
| Hommes                              | Individuel (20 km)                  |                                     |                                     |                                     |                                     |                                     |                                     |                                     |                                     |                                     |                                     |                                     |                                     |                                     |                                     |                                     |                                     |                                     |
| Hommes                              | Sprint (10 km)                      |                                     |                                     |                                     |                                     |                                     |                                     |                                     |                                     |                                     |                                     |                                     |                                     |                                     |                                     |                                     |                                     |                                     |
| Hommes                              | Poursuite (12,5 km)                 |                                     |                                     |                                     |                                     |                                     |                                     |                                     |                                     |                                     |                                     |                                     |                                     |                                     |                                     |                                     |                                     |                                     |
| Hommes                              | Départ groupé (15 km)               |                                     |                                     |                                     |                                     |                                     |                                     |                                     |                                     |                                     |                                     |                                     |                                     |                                     |                                     |                                     |                                     |                                     |
| Hommes                              | Relais (4 × 7,5 km)                 |                                     |                                     |                                     |                                     |                                     |                                     |                                     |                                     |                                     |                                     |                                     |                                     |                                     |                                     |                                     |                                     |                                     |
| Femmes                              | Individuel (15 km)                  |                                     |                                     |                                     |                                     |                                     |                                     |                                     |                                     |                                     |                                     |                                     |                                     |                                     |                                     |                                     |                                     |                                     |
| Femmes                              | Sprint (7,5 km)                     |                                     |                                     |                                     |                                     |                                     |                                     |                                     |                                     |                                     |                                     |                                     |                                     |                                     |                                     |                                     |                                     |                                     |
| Femmes                              | Poursuite (10 km)                   |                                     |                                     |                                     |                                     |                                     |                                     |                                     |                                     |                                     |                                     |                                     |                                     |                                     |                                     |                                     |                                     |                                     |
| Femmes                              | Départ groupé (12,5 km)             |                                     |                                     |                                     |                                     |                                     |                                     |                                     |                                     |                                     |                                     |                                     |                                     |                                     |                                     |                                     |                                     |                                     |
| Femmes                              | Relais (4 × 6 km)                   |                                     |                                     |                                     |                                     |                                     |                                     |                                     |                                     |                                     |                                     |                                     |                                     |                                     |                                     |                                     |                                     |                                     |

|  | Report de l'épreuve |
|  | Jour de l'épreuve   |

## Médaillés

### Hommes
| Épreuve                                   | Or                                                                           | Or                | Argent                                                                      | Argent            | Bronze                                                                 | Bronze           |
| ----------------------------------------- | ---------------------------------------------------------------------------- | ----------------- | --------------------------------------------------------------------------- | ----------------- | ---------------------------------------------------------------------- | ---------------- |
| Individuel (20 km) résultats détaillés    | Emil Hegle Svendsen (NOR)                                                    | 48 min 22 s 5     | Ole Einar Bjoerndalen (NOR) Sergeï Novikov (BLR)                            | 48 min 32 s       | -                                                                      | -                |
| Sprint (10 km) résultats détaillés        | Vincent Jay (FRA)                                                            | 24 min 7 s 8      | Emil Hegle Svendsen (NOR)                                                   | 24 min 20 s       | Jakov Fak (CRO)                                                        | 24 min 21 s 8    |
| Poursuite (12,5 km) résultats détaillés   | Björn Ferry (SWE)                                                            | 33 min 38 s 4     | Christoph Sumann (AUT)                                                      | 33 min 54 s 9     | Vincent Jay (FRA)                                                      | 34 min 6 s 6     |
| Départ groupé (15 km) résultats détaillés | Martin Fourcade (FRA)                                                        | 35 min 46 s 2     | Pavol Hurajt (SVK)                                                          | 35 min 52 s 3     | Christoph Sumann (AUT)                                                 | 36 min 1 s 6     |
| Relais (4 × 7,5 km) résultats détaillés   | Norvège Halvard Hanevold Tarjei Bø Emil Hegle Svendsen Ole Einar Bjoerndalen | 1 h 21 min 38 s 1 | Autriche Simon Eder Daniel Mesotitsch Dominik Landertinger Christoph Sumann | 1 h 22 min 16 s 7 | Suède Fredrik Lindström Carl-Johan Bergman Mattias Nilsson Björn Ferry | 1 h 23 min 2 s 0 |

### Femmes
| Épreuve                                     | Or                                                                            | Or               | Argent                                                               | Argent           | Bronze                                                            | Bronze            |
| ------------------------------------------- | ----------------------------------------------------------------------------- | ---------------- | -------------------------------------------------------------------- | ---------------- | ----------------------------------------------------------------- | ----------------- |
| Individuel (15 km) résultats détaillés      | Tora Berger (NOR)                                                             | 40 min 52 s 8    | Ielena Khroustaliova (KAZ)                                           | 41 min 13 s 5    | Darya Domracheva (BLR)                                            | 41 min 21 s       |
| Sprint (7,5 km) résultats détaillés         | Anastazia Kuzmina (SVK)                                                       | 19 min 55 s 6    | Magdalena Neuner (GER)                                               | 19 min 57 s 1    | Marie Dorin (FRA)                                                 | 20 min 6 s 5      |
| Poursuite (10 km) résultats détaillés       | Magdalena Neuner (GER)                                                        | 30 min 16 s      | Anastazia Kuzmina (SVK)                                              | 30 min 28 s 3    | Marie-Laure Brunet (FRA)                                          | 30 min 44 s 3     |
| Départ groupé (12,5 km) résultats détaillés | Magdalena Neuner (GER)                                                        | 35 min 19 s 6    | Olga Zaïtseva (RUS)                                                  | 35 min 25 s 1    | Simone Hauswald (GER)                                             | 35 min 26 s 9     |
| Relais (4 × 6 km) résultats détaillés       | Russie Svetlana Sleptsova Anna Bogali-Titovets Olga Medvedtseva Olga Zaitseva | 1 h 9 min 36 s 3 | France Marie-Laure Brunet Sylvie Becaert Marie Dorin Sandrine Bailly | 1 h 10 min 9 s 1 | Allemagne Kati Wilhelm Simone Hauswald Martina Beck Andrea Henkel | 1 h 10 min 13 s 4 |

## Tableau des médailles
| Rang | Pays        | Médaille d'or, Jeux olympiques | Médaille d'argent, Jeux olympiques | Médaille de bronze, Jeux olympiques | Ensemble |
| ---- | ----------- | ------------------------------ | ---------------------------------- | ----------------------------------- | -------- |
| 1    | Norvège     | 3                              | 2                                  | 0                                   | 5        |
| 2    | France      | 2                              | 1                                  | 3                                   | 6        |
| 3    | Allemagne   | 2                              | 1                                  | 2                                   | 5        |
| 4    | Slovaquie   | 1                              | 2                                  | 0                                   | 3        |
| 5    | Russie      | 1                              | 1                                  | 0                                   | 2        |
| 6    | Suède       | 1                              | 0                                  | 1                                   | 2        |
| 7    | Autriche    | 0                              | 2                                  | 1                                   | 3        |
| 8    | Biélorussie | 0                              | 1                                  | 1                                   | 2        |
| 9    | Kazakhstan  | 0                              | 1                                  | 0                                   | 1        |
| 10   | Croatie     | 0                              | 0                                  | 1                                   | 1        |